# Letnie Mistrzostwa Polski w Skokach Narciarskich 2000
5. Letnie Mistrzostwa Polski w Skokach Narciarskich – zawody o mistrzostwo Polski w skokach narciarskich na igelicie, które odbyły się 15 października 2000 roku na Średniej Krokwi w Zakopanem.
W konkursie o mistrzostwo Polski zwyciężył Robert Mateja, srebrny medal zdobył Wojciech Skupień, a brązowy - Adam Małysz.

## Wyniki konkursu
| Miejsce | Zawodnik         | Klub                | Skok 1 | Skok 2 | Punkty |
| ------- | ---------------- | ------------------- | ------ | ------ | ------ |
| 1.      | Robert Mateja    | TS Wisła Zakopane   | 86,5   | 86,5   | 238,0  |
| 2.      | Wojciech Skupień | WKS Zakopane        | 85,5   | 90,0   | 237,0  |
| 3.      | Adam Małysz      | KS Wisła Wisła      | 84,5   | 84,5   | 225,5  |
| 4.      | Grzegorz Śliwka  | KS Wisła Wisła      | 83,5   | 83,0   | 220,5  |
| 5.      | Łukasz Kruczek   | LKS Klimczok Bystra | 84,0   | 82,5   | 219,0  |
| 6.      | Tomasz Pochwała  | TS Wisła Zakopane   | 82,0   | 83,0   | 219,0  |
| 7.      | Mariusz Maciaś   | LKS Klimczok Bystra | 79,5   | 80,5   | 204,0  |
| 8.      | Tomisław Tajner  | KS Wisła Wisła      | 78,0   | 79,5   | 200,5  |